# Миява (окръг)
Окръг Миява (на словашки: okres Myjava) е окръг в Тренчински край на Словакия. Граничи с Чехия. Център на окръга и негов най-голям град е едноименният Миява. Площта му е 327,4 км², а населението е 25 678 души (по преброяване от 2021 г.).

## Статистически данни
Национален състав:
- Словаци 97,9 %
- Чехи 0,9 %

Конфесионален състав:
- Лютерани 46.7 %
- Католици 12,4 %